# Tinospora dissitiflora
Tinospora dissitiflora är en tvåhjärtbladig växtart som beskrevs av Friedrich Ludwig Diels. Tinospora dissitiflora ingår i släktet Tinospora och familjen Menispermaceae. Inga underarter finns listade i Catalogue of Life.